# Alfred Braun

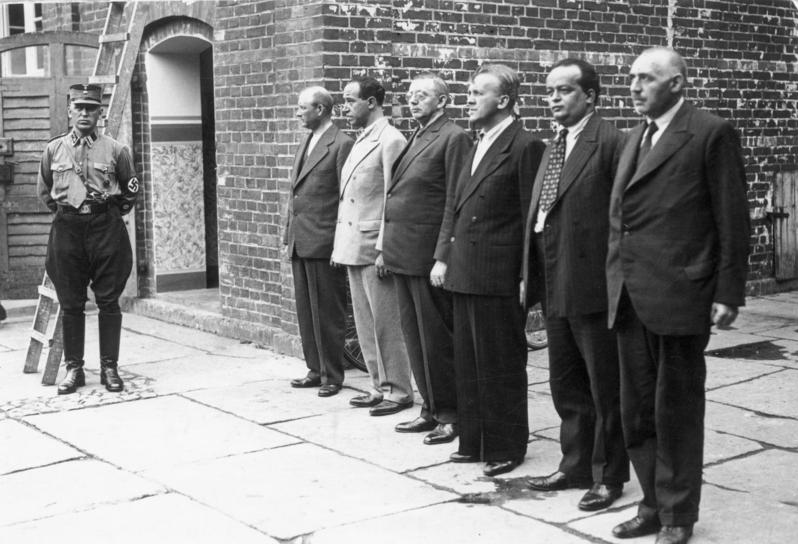
Desde la derecha: Ernst Heilmann, Friedrich Ebert (hijo), Alfred Braun, Heinrich Giesecke, Hans Flesch y Kurt Magnus prisioneros en el Campo de concentración de Oranienburg, agosto de 1933

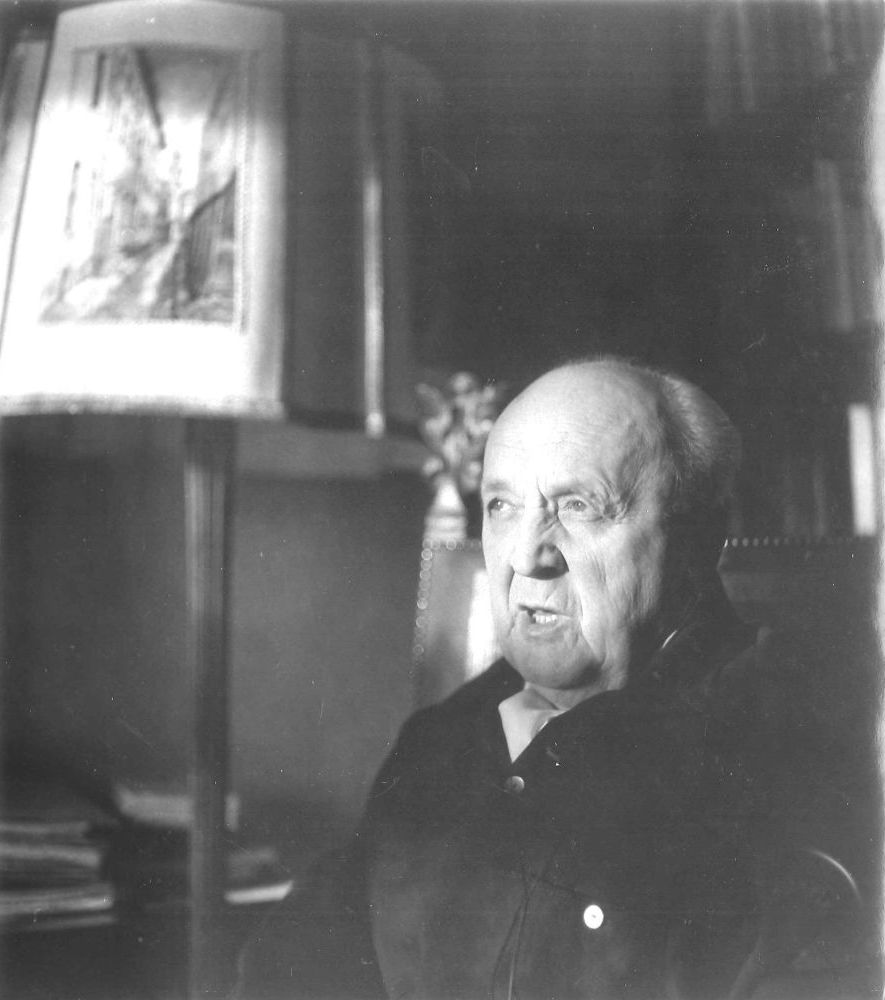
Alfred Braun retratado por el fotógrafo berlinés Werner Bethsold a mediados de los años 1970

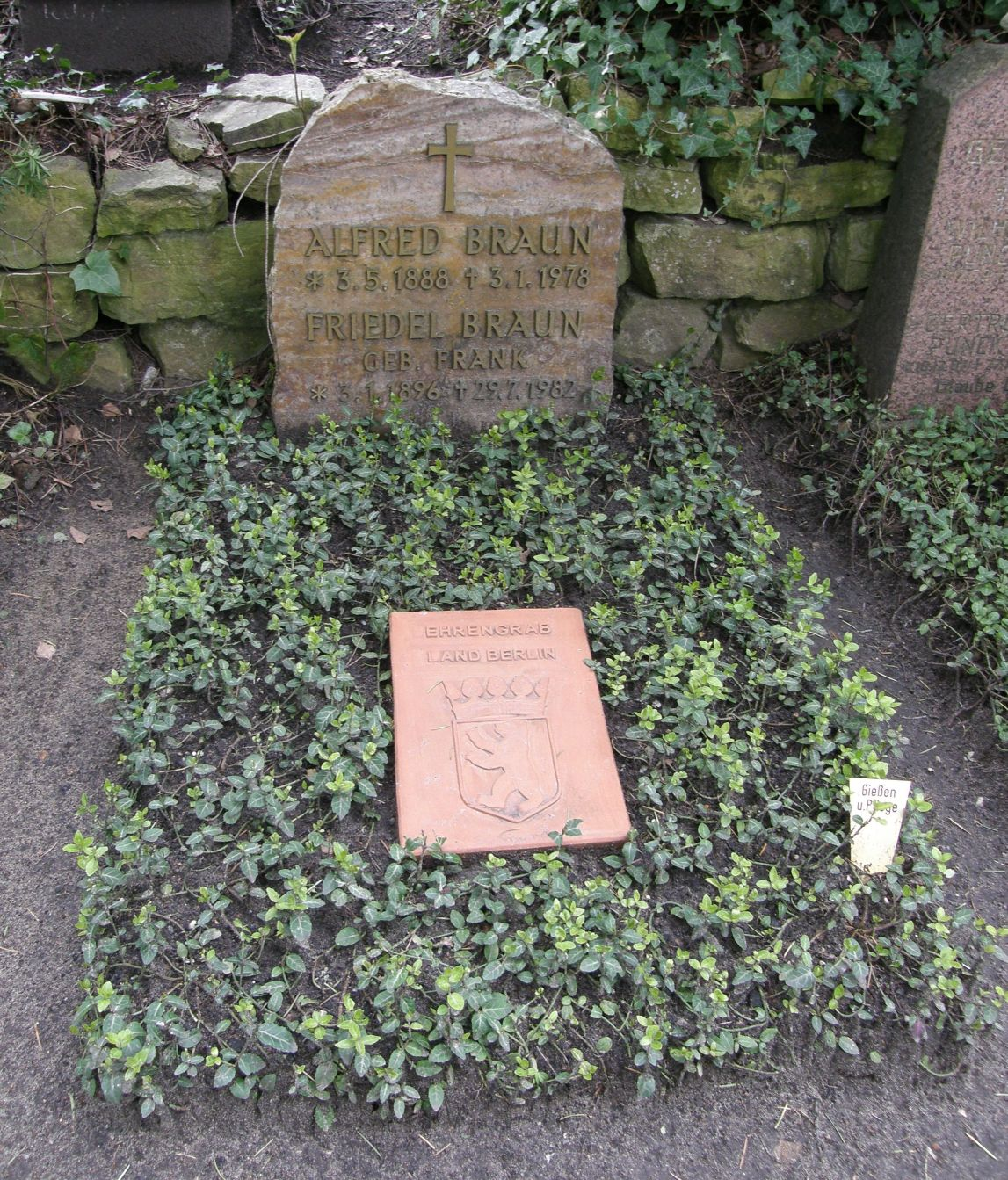
Tumba de Alfred Braun

Alfred Braun (3 de mayo de 1888-3 de enero de 1978) fue un pionero de la radiofonía alemana. Alcanzó la fama como periodista y director de dramas radiofónicos. Igualmente, fue actor, guionista y director teatral y cinematográfico.

## Biografía
Nacido en Berlín, Alemania, Alfred Braun creció en un barrio proletario de su ciudad natal. A los 17 años abandonó sus estudios secundarios para poder dedicarse al teatro. Fue alumno de Max Reinhardt y en 1907 obtuvo su primer compromiso en el Teatro Schiller de Berlín. Durante la Primera Guerra Mundial, Braun fue el único sustento de su familia. A partir de noviembre de 1924 inició su actividad en la radio, en un principio como orador, aunque más adelante fue director de Funk-Stunde Berlin, la primera emisora radiofónica de Alemania. Forman parte de la historia de la radio alemana la transmisión del funeral del Ministro de Asuntos Exteriores Gustav Stresemann (6 de octubre de 1929) y la entrega del Premio Nobel de Literatura a Thomas Mann (10 de diciembre de 1929).
Hasta 1933 fue director del departamento de actuación de Funk-Stunde Berlin, a la vez que trabajaba como actor cinematográfico. El socialdemócrata Braun era una de las figuras más populares de su país. Sin embargo, la llegada del Nacionalsocialismo al poder terminó con la actividad de Braun en 1933. La Gestapo arrestó a Braun en agosto de 1933, como principal responsable de la radiodifusión alemana, acusado de judificar el sistema, siendo internado durante seis semanas en el Campo de concentración de Oranienburg, siendo llevado después a la prisión Justizvollzugsanstalt Moabit.
A finales de septiembre de 1933 el destacado artista teatral suizo Ferdinand Rieser logró la liberación de Braun, que emigró a Suiza. En 1933 Rieser le contrató para trabajar en el Schauspielhaus Zürich. Después, entre 1935 y 1937 Braun fue actor y director en el Teatro de Basilea. Tras ser rechazada su rehabilitación en la radiodifusión alemana por Joseph Goebbels, Carl Ebert en 1937 le dio el cargo de profesor de retórica en el departamento de teatro y ópera de la Academia Nacional turca, en Ankara. Cuando estalló la Segunda Guerra Mundial, Braun regresó en 1939 a Berlín, trabajando como corresponsal de guerra y como guionista. Bajo la dirección de Veit Harlan, Braun en 1940 fue ayudante de realización del film antisemita El judío Süß. En 1941 fue también locutor en el documental Himmelsstürmer, y luego guionista en las películas de Harlan Die goldene Stadt, Opfergang, Immensee y Kolberg.
Tes de finalizar la guerra, Braun fue a vivir a Stuttgart, donde había adquirido una pequeña propiedad en 1943. En la posguerra trabajó entre 1945 y 1947 para la radio dirigida por las fuerzas estadounidenses. Considerado por la Administración Militar Soviética en Alemania como antifascista, Braun volvió en 1947 a Berlín, siendo comentarista de la emisora comunista Berliner Rundfunk, en la cual emitía propaganda antiamericana. Finalizó esa actividad en 1949. Posteriormente tuvo éxito en la República Federal de Alemania y en Berlín Oeste como director radiofóncio y cinematográfico, trabajando en 1953 en el film de Zarah Leander Ave Maria. Sus producciones tenían un fuerte carácter emocional, como era habitual en las obras de la Alemania occidental de la época. En la película biográfica Stresemann, Braun volvió a trabajar con la figura del ministro Gustav Stresemann.
A pesar de su compromisos con los nazis y con los comunistas, en 1954 Braun fue director de la recién creada emisora Sender Freies Berlin, siendo director de programación desde 1957 a 1958, años en los cuales también trabajó como realizador cinematográfico. 
Alfred Braun falleció en Berlín en el año 1978. Fue enterrado en el Cementerio Friedhof Heerstraße de esa ciudad. Su hija es la actriz Etta Braun, nacida en 1928.

## Trabajo
Archivos de sonido
- Stimmen des 20. Jahrhunderts: Der Klang der zwanziger Jahre. Prod.: DHM/DRA, 2004. (El Audio-CD contiene archivos radiofónicos de Braun del año 1929)
- William Shakespeare: Romeo y Julieta, con Klaus Kinski. Dirección de Alfred Braun. Prod.: Berliner Rundfunk, 1949.

## Filmografía
- 1912 : Jugendstürme – Ein Offiziersroman (actor)
- 1916 : Das Leid der Liebe (actor)
- 1919 : Der Sohn der Magd (actor)
- 1920 : Die Spieler (actor)
- 1924 : Das sonnige Märchen vom Glück (actor)
- 1924 : Die Bacchantin (actor)
- 1924 : Rosenmontag (actor)
- 1927 : Funkzauber (actor)
- 1930 : Tingel-Tangel (actor)
- 1930 : Flachsmann als Erzieher (actor)
- 1931 : Dann schon lieber Lebertran (actor)
- 1932 : Spione im Savoy-Hotel (actor)
- 1940 : El judío Süß (ayudante de dirección)
- 1941 : Die goldene Stadt (coguionista)
- 1943 : Immensee (coguionista)
- 1943 : Opfergang (coguionista)
- 1943 : Große Freiheit Nr. 7 (actor)
- 1944 : Augen der Liebe (director y coguionista, estrenada en 1951)
- 1945 : Kolberg (coguionista)
- 1945 : Der Puppenspieler (director y coguionista, inacabada)
- 1948 : Chemie und Liebe (actor)
- 1949 : Anonyme Briefe (actor)
- 1949 : Mädchen hinter Gittern (director)
- 1950 : Die Treppe (director y actor)
- 1950 : Eine seltene Geliebte (director)
- 1951 : Primanerinnen (actor)
- 1951 : Wenn die Abendglocken läuten (director y actor)
- 1952 : Tausend rote Rosen blühn (director)
- 1953 : Ave Maria (director y actor)
- 1953 : Komm zurück... (director)
- 1956 : Stresemann (director)
- 1958 : Schwarze Nylons – Heiße Nächte (director)
- 1959 : Morgen wirst du um mich weinen (director)
- 1963 : Scotland Yard jagt Dr. Mabuse (actor)
- 1967 : Der Tod eines Doppelgängers (Idea)

## Radio
- 1925 : Friedrich Schiller: Wallensteins Lager, Adaptación y dirección (Funk-Stunde Berlin)
- 1926 : Christian Dietrich Grabbe: Herzog Theodor von Gothland. Adaptación: Klabund. Música: Kurt Weill. También adaptación y dirección (Funk-Stunde Berlin)
- 1927 : Bertolt Brecht: Mann ist Mann, con Ernst Legal. Dirección (Funk-Stunde Berlin)
- 1927 : Walter Mehring: Sahara – Eine Reise in Hörbildern, con Walter Mehring. Dirección (Funk-Stunde Berlin)
- 1927 : William Shakespeare: Macbeth, adaptación de Bertolt Brecht. También adaptador y director (Funk-Stunde Berlin)
- 1931 : William Shakespeare: Hamlet. Adaptación de Bertolt Brecht, música de Walter Gronostay. Director (Funk-Stunde Berlin)
- 1929 : Friedrich Wolf: SOS … rao rao … Foyn – „Krassin“ rettet „Italia“. Dirección (Reichs-Rundfunk-Gesellschaft)
- 1932 : Bertolt Brecht: Die heilige Johanna der Schlachthöfe, codirección con Bertolt Brecht (Funk-Stunde Berlin)
- 1947 : Friedrich Karl Kaul: Einer von vielen. Dirección (Berliner Rundfunk)
- 1947 : Bernhard Zebrowski: Abschied von Shanghai (locutor) – Director: Hannes Küpper (Berliner Rundfunk)
- 1947 : Hans Sattler: Der Weg aus dem Dunkel – Dirección (Berliner Rundfunk)
- 1948 : Friedrich Karl Kaul: Auf die Barrikaden – Dirección (Berliner Rundfunk)
- 1948 : George Bernard Shaw: Der Kaiser von Amerika – Dirección (Berliner Rundfunk)
- 1948 :  Stralauer Fischzug (también autor y locutor) – Dirección (Berliner Rundfunk)
- 1949 : William Shakespeare: Romeo y Julieta (locutor) – Dirección (Berliner Rundfunk)
- 1949 : George Bernard Shaw: Santa Juana – Dirección (Berliner Rundfunk)